# Günther Sokoll
Günther Sokoll (* 15. Juni 1937 in Proberg, Kreis Sensburg, Ostpreußen),  ist ein deutscher Jurist. Er war von 1990 bis 2002 Hauptgeschäftsführer des Hauptverbandes der gewerblichen Berufsgenossenschaften e. V.

## Leben
Nach seiner Flucht 1947 aus Polen und Schulbesuch in Westfalen schloss Sokoll seine juristische Ausbildung mit dem zweiten Staatsexamen sowie der Promotion 1965 ab. Bis 1969 war er in der WIBERA Wirtschaftsberatung AG, Düsseldorf, tätig, mit einer Unterbrechung 1968, als er die Interparlamentarische Arbeitsgemeinschaft (IPA), Bonn, bei der Erarbeitung des Altölgesetzes unterstützte, in dem erstmals das Verursacherprinzip in einem Umweltschutzgesetz verankert wurde.
1969 wechselte er zum Hauptverband der gewerblichen Berufsgenossenschaften (HVBG), der 2007 in der Deutschen Gesetzlichen Unfallversicherung (DGUV) aufgegangen ist. Sokoll wurde 1985 zum stellvertretenden Hauptgeschäftsführer und 1990 zum Hauptgeschäftsführer des Verbandes gewählt.
2003 wurde er zum Gründungsdekan des neuen Fachbereichs Sozialversicherung an der Hochschule Bonn-Rhein-Sieg in Sankt Augustin berufen. Seit 2007 ist er im Ruhestand; er ist Vater von Karen Sokoll.

## Arbeitsschwerpunkte
Bedingt durch die Wiedervereinigung lagen die Arbeitsschwerpunkte im Aufbau gesamtdeutscher Strukturen in den neuen Bundesländern für Prävention, Verwaltung, Rehabilitation und Forschung in der gesetzlichen Unfallversicherung. Sokoll wird unter den 100 „wichtigsten Akteuren im deutschen Wiedervereinigungsprozess“ gelistet (Gerhard A. Ritter). Darüber hinaus engagierte er sich im interkulturellen europäischen Dialog auf sozialem Gebiet. Als Präsidiumsmitglied (1993–2002) und Vorsitzender des Ausschusses „Ost-Europa“ der Gesellschaft für Versicherungswissenschaft und -gestaltung (GVG) unterstützte er, alle nationalen Akteure in der Gesundheits- und Sozialpolitik einschließend, den Transformationsprozess in den MOE-Staaten. Für den Beratungsprozess und als Orientierung für die Reformstaaten wurden unter seiner Federführung frühzeitig „Elemente eines Systems der Sozialen Sicherung unter den Bedingungen einer sozialen Marktwirtschaft“ erarbeitet, die als Buch zu einem „Bestseller“ in Mittel- und Osteuropa wurden, mehrere Auflagen erlebten und auch in russischer, polnischer und englischer Sprachfassung erschienen (GVG-Schriftenreihe Bände 26, 26a, 26b).
Sokoll initiierte 1991 die Gründung des Europäischen Forums der Versicherungen gegen Arbeitsunfälle und Berufskrankheiten, war Mitgründer und Mitglied des Leitungsgremiums der Europavertretung der deutschen Sozialversicherung in Brüssel (1993–2002) und vertrat die deutsche Sozialversicherung im Vorstand der Internationalen Vereinigung für Soziale Sicherheit in Genf. So galt er als „einer der profiliertesten Sprecher der deutschen Sozialversicherung, zumal im Ausland“.

## Auszeichnungen und Ehrungen
- Bundesverdienstkreuz am Bande (1993)
- Bundesverdienstkreuz 1. Klasse (1997)
- Verleihung des Titels „Professor“ als „höchste Auszeichnung des Landes NRW für hervorragendes wissenschaftliches Wirken“ (2008)
- BG-Medaille in Gold der gewerblichen Unfallversicherung (2002)
- Goldene Ehrennadel der Deutschen Gesellschaft für Unfallchirurgie (2004)
- Verdienstorden der polnischen Sozialversicherung in Gold (1997)
- Ehrentafel des Europäischen Forums der Versicherungen gegen Arbeitsunfälle und Berufskrankheiten in Silber (Madrid 2002)
- Statuette „Pro Labore Seguro“ (CIOP Warschau, 2000)
- Ehrenpreis des ungarischen Arbeitsministers für hochwertige Leistungen auf dem Gebiet der Entwicklung des Arbeitsschutzes und der Arbeitsumwelt (Budapest 1996)

## Ehrenämter
- Präsidium des DIN (1990–2002)
- Kuratorium Max-Planck-Institut für ausländisches und internationales Sozialrecht München (1999–2007)
- Präsidium Deutsche Gesellschaft für Unfallchirurgie (1990–2002)
- Ständiger Beirat Deutsche Gesellschaft für Arbeits- und Umweltmedizin (1990–2002)
- Kuratorium ZNS für Unfallverletzte mit Schäden des zentralen Nervensystems (Hannelore-Kohl-Stiftung), zeitweise (bis 2003) stv. Vorsitzender
- Expertenkommission „Die Zukunft einer zeitgemäßen betrieblichen Gesundheitspolitik“ (2001–2004) der Bertelsmann-Stiftung und Hans-Böckler-Stiftung
- Ehrenvorsitzender des Forums Sozialversicherungswissenschaft e.V. (seit 2015; Online)

## Veröffentlichungen
- Geschichte der Unfallversicherung 1989–1994, in: Geschichte der Sozialpolitik in Deutschland seit 1945, Band 11, Nomos Verlag 2007.